# Milan Lazarevski
Milan Lazarevski (Skopje, 9 de febrero de 1997) es un jugador de balonmano macedonio que juega de pívot en el RK Vardar. Es internacional con la selección de balonmano de Macedonia del Norte.
Su primer campeonato con la selección fue el Campeonato Mundial de Balonmano Masculino de 2019.

## Palmarés

### RK Metalurg
- Copa de Macedonia del Norte de balonmano (1): 2019

### RK Vardar
- Copa de Macedonia del Norte de balonmano (1): 2023

## Clubes
| Club             | País                | Año       |
| ---------------- | ------------------- | --------- |
| RK Metalurg      | Macedonia del Norte | 2017-2021 |
| RK Trimo Trebnje | Eslovenia           | 2022      |
| RK Vardar        | Macedonia del Norte | 2022-Act. |